# Prêmio Grande Otelo do Cinema Brasileiro 2024
A 23.ª cerimônia (português brasileiro) ou cerimónia (português europeu) de entrega do Prêmio Grande Otelo do Cinema Brasileiro foi apresentada pela Academia Brasileira de Cinema e Artes Audiovisuais (ABCAA), através da Lei Federal de Incentivo à Cultura do Ministério da Cultura, homenageando os melhores atores, técnicos e produções de 2023. A cerimônia ocorreu na Cidade das Artes, no Rio de Janeiro, em 28 de agosto de 2024. As nomeações foram anunciadas em 05 de julho de 2024 no site oficial da Academia.
A edição homenageou o Cinema Novo, movimento de vanguarda que modificou o panorama dos filmes brasileiros a partir da segunda metade dos anos 1950. A homenagem contou com interlúdios com clipes de cenas de filmes emblemáticos, desde o começo do movimento aos cartazes que movimentaram salas pelo país afora.
Os atores Othon Bastos e Antônio Pitanga entregaram o troféu aos cineastas, Luiz Carlos Barreto, Ruy Guerra, Walter Lima Jr., Zelito Viana e Cacá Diegues, nomes fundamentais do Cinema Novo.

## Antecedentes
Em novembro de 2023, a ABCAA anunciou a mudança oficial do nome da premiação para Prêmio Grande Otelo do Cinema Brasileiro, em homenagem ao ator Grande Otelo, um ícone do cinema nacional.

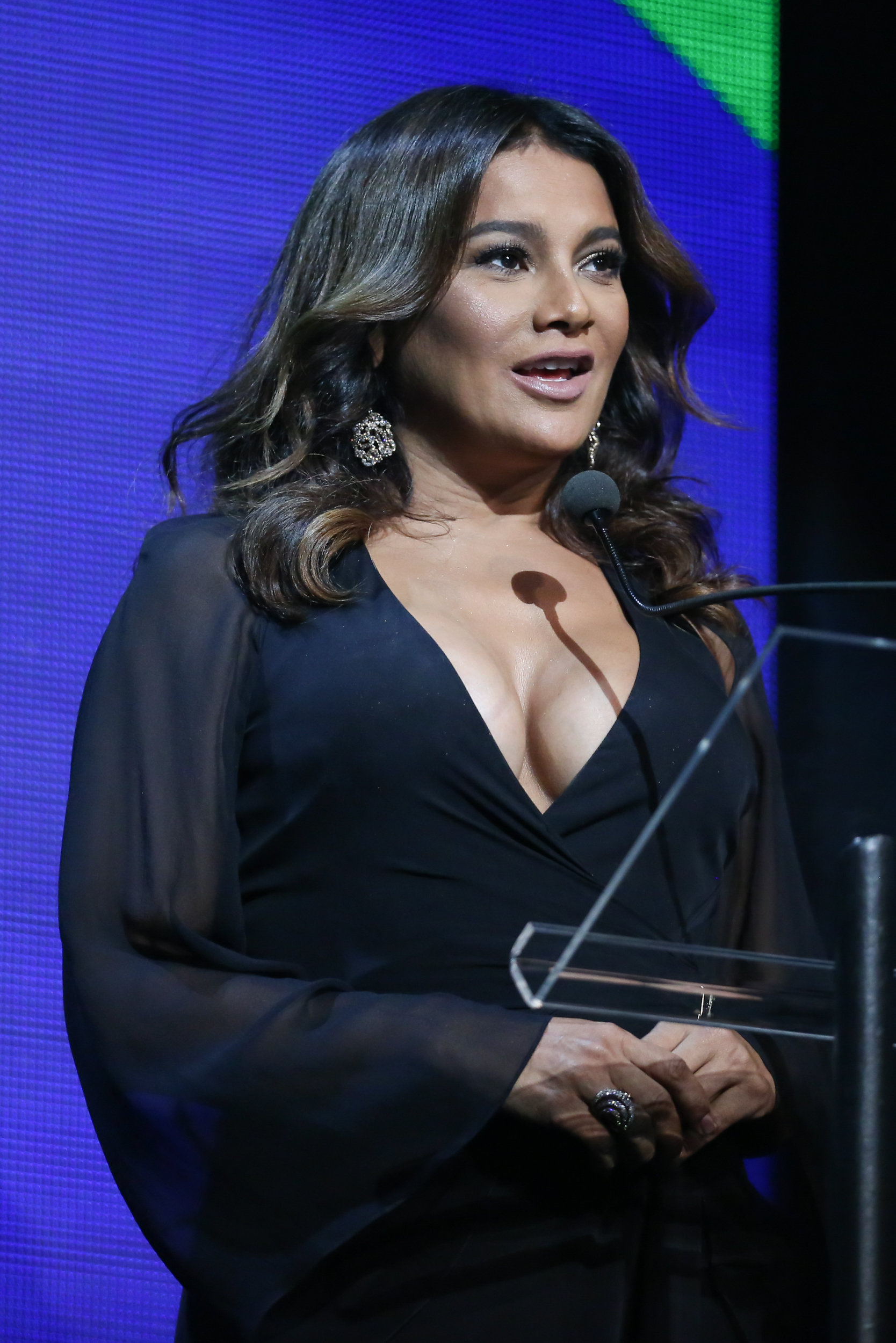
Dira Paes, apresentadora do Prêmio Grande Otelo 2024.

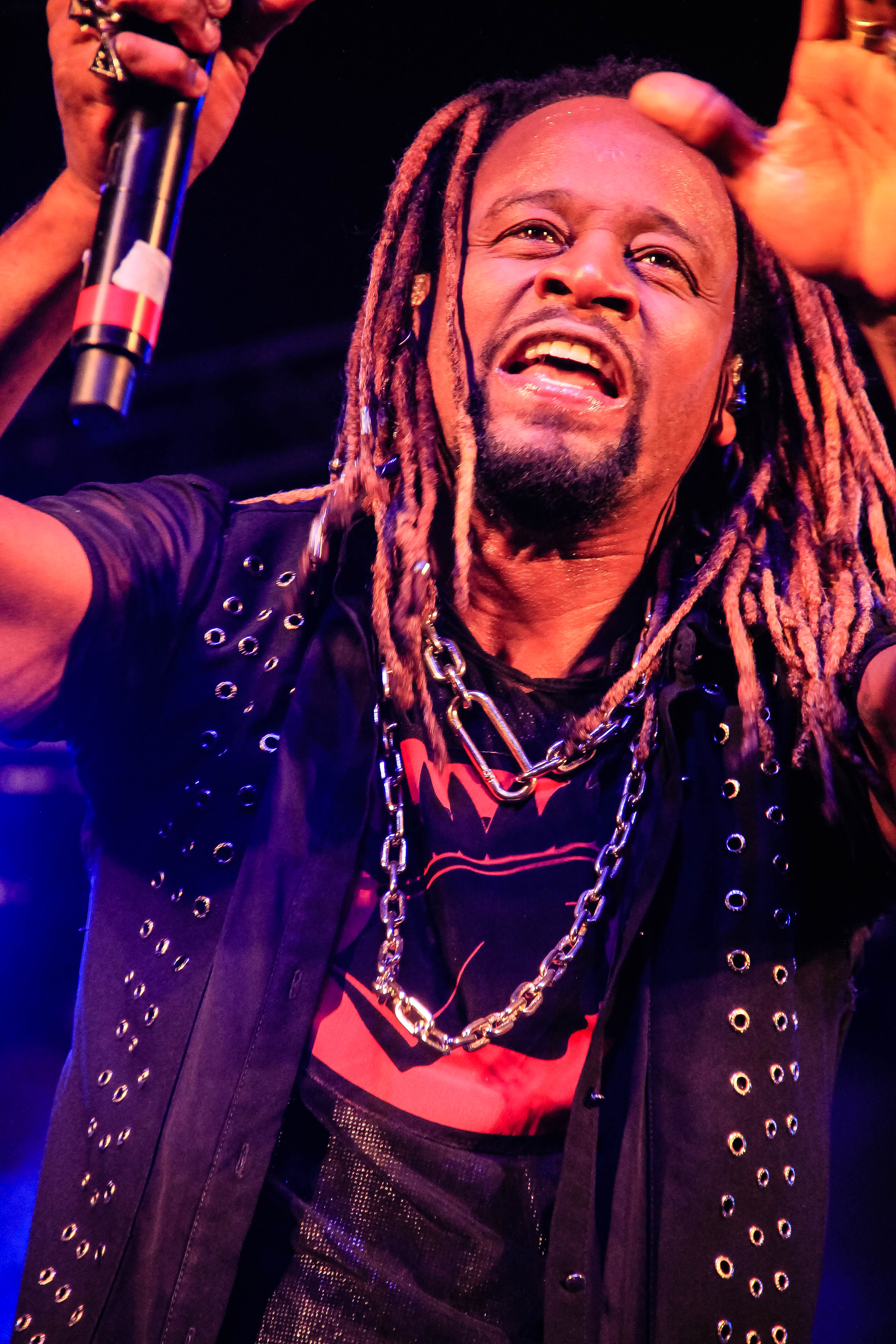
Toni Garrido, apresentador do Prêmio Grande Otelo 2024.

Em 8 de agosto de 2024, Dira Paes e Toni Garrido foram anunciados como apresentadores da cerimônia do Prêmio Grande Otelo.
Visando abranger a multiplicidade de formatos narrativos, a Academia criou este ano duas novas categorias, totalizando 29: Melhor Atriz e Melhor Ator de Série de Ficção. No total, são 29 categorias, incluindo a categoria de filmes ibero-americanos, com produções indicadas pelas academias de cinema dos 13 países associados à FIACINE (Federação Ibero-americana de Cinema).

## Vencedores e indicados
Os indicados ao Grande Prêmio do Cinema Brasileiro de 2024 foram divulgados no dia 5 de julho, por meio do site oficial da Academia Brasileira de Cinema e Artes Audiovisuais, além de suas redes sociais. Dois filmes lideraram as indicações, cada um com 12 nomeações: Mussum, o Filmis, filme biográfico do ator e comediante Mussum, e O Sequestro do Voo 375, que aborda um dos episódios mais emblemáticos da aviação brasileira.
A categoria Melhor Longa-metragem de Comédia é a única entre as premiações decidida exclusivamente por voto popular, tendo os finalistas definidos previamente pela Academia.
Na cerimônia de premiação, realizada nas Cidade das Artes em 28 de agosto, o filme O Sequestro do Voo 375 se destacou como o mais premiado da noite, recebendo seis troféus.

### Prêmios
| Melhor Longa-metragem de Ficção | Melhor Direção |
| --- | --- |

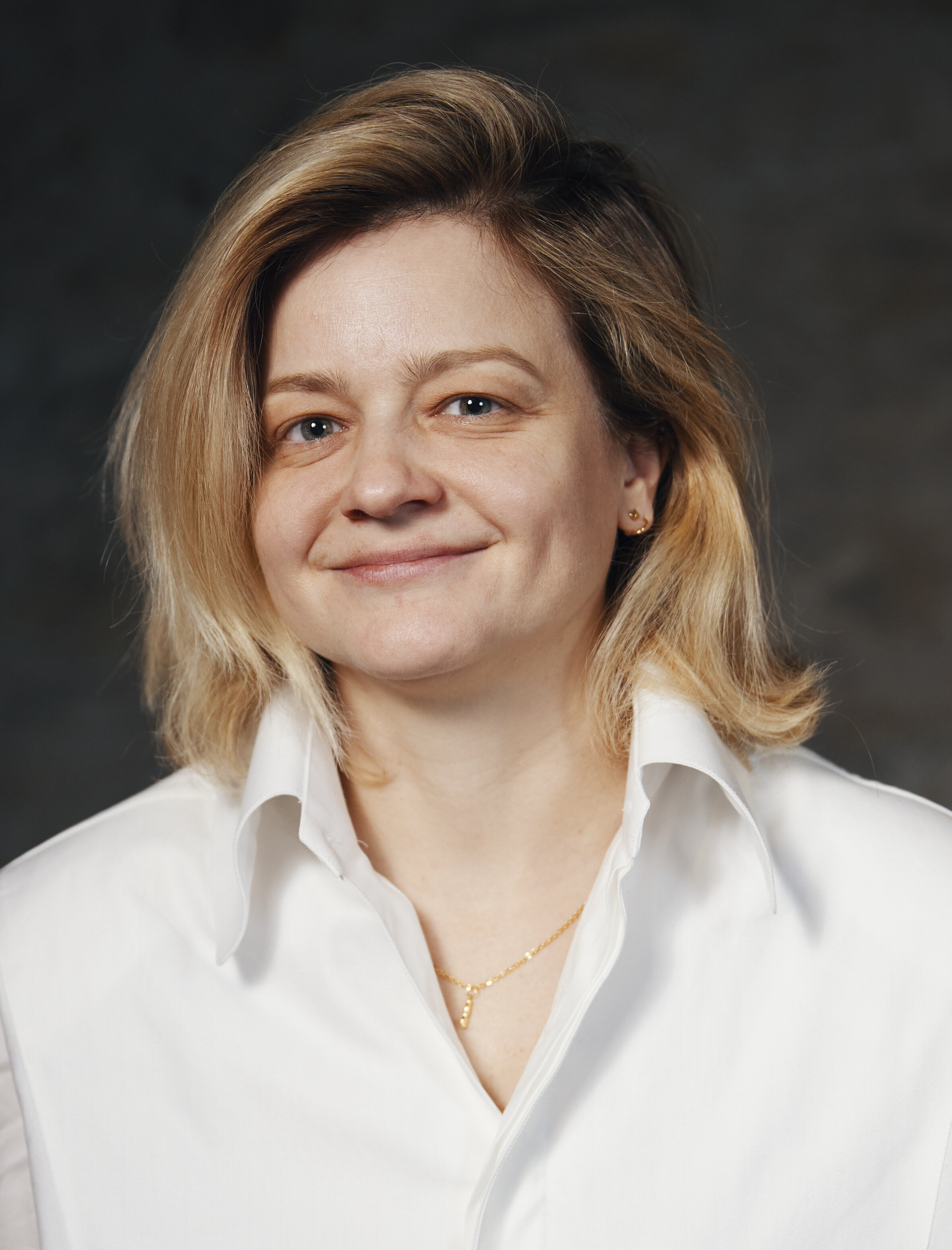
Carolina Markowicz, co-vencedora de Melhor Longa-metragem de Ficção e vencedora de Melhor Direção e Melhor Roteiro Original

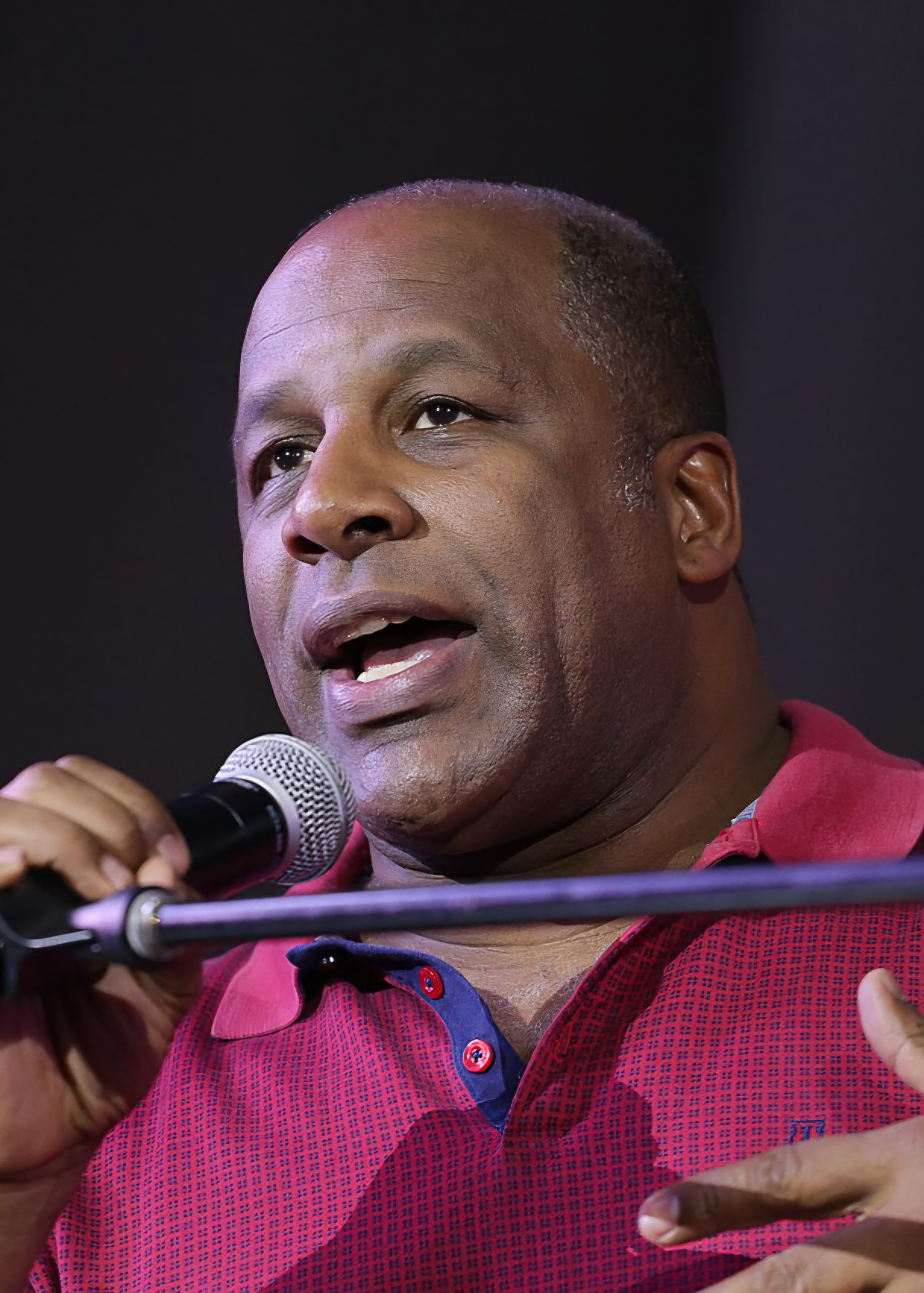
Aílton Graça, vencedor de Melhor Ator

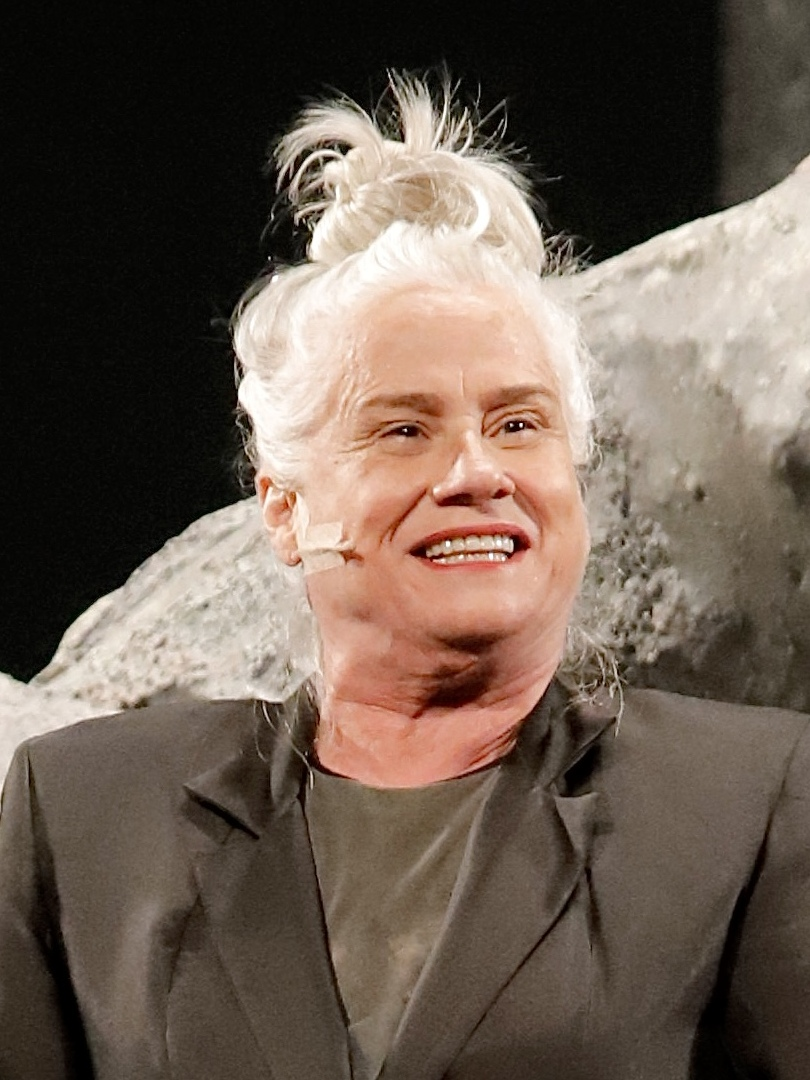
Vera Holtz, vencedora de Melhor Atriz

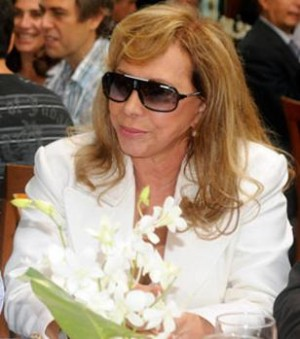
Arlete Salles, vencedora de Melhor Atriz Coadjuvante

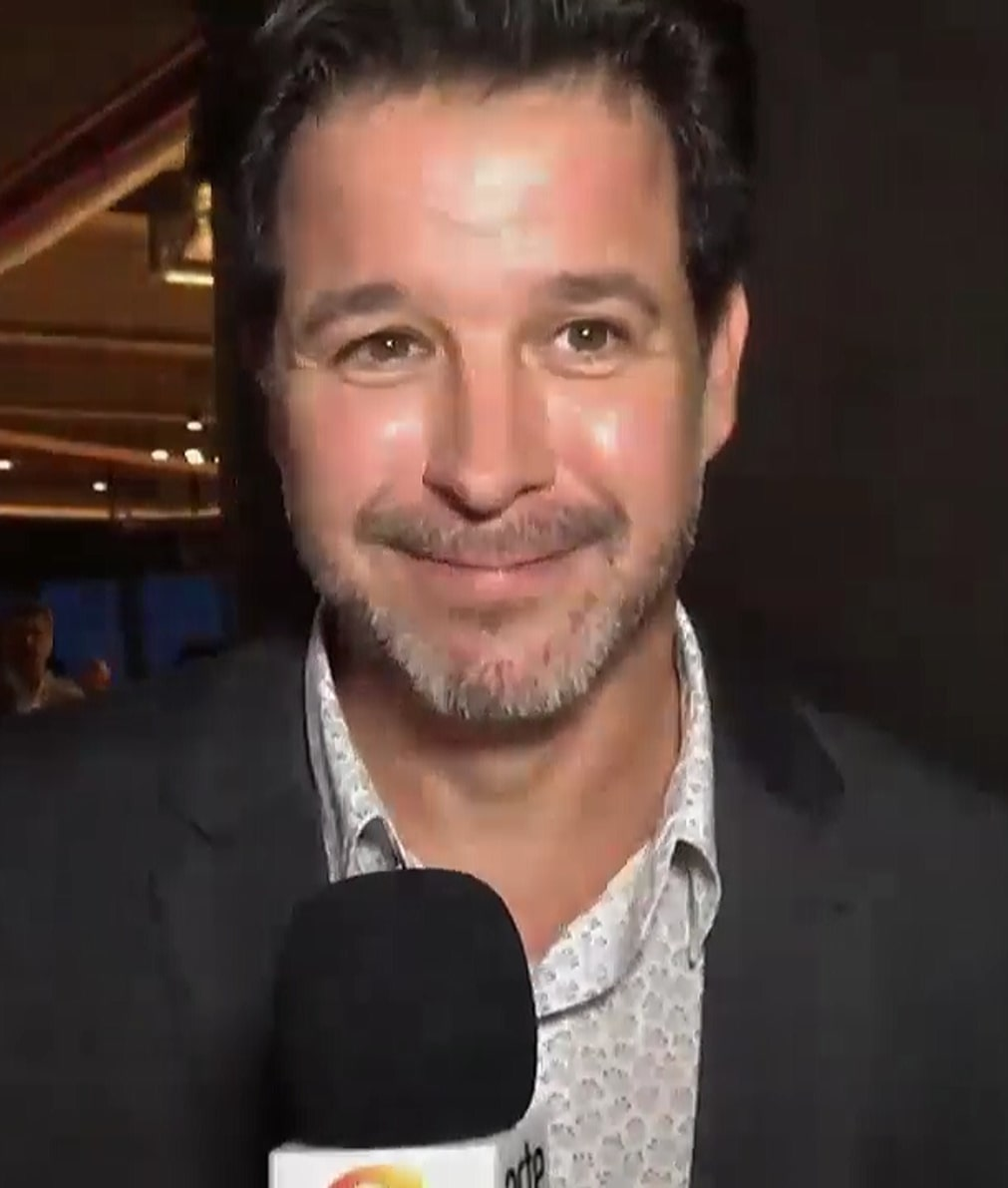
Murilo Benício, co-vencedor de Melhor Longa-metragem de Comédia

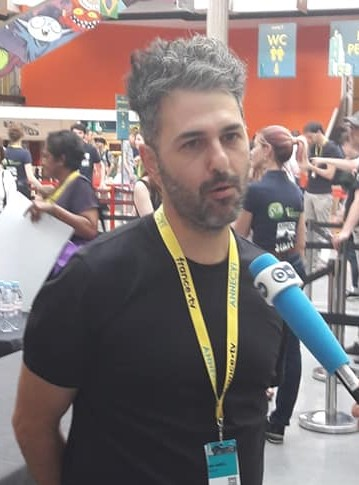
Alê Abreu, co-vencedor de Melhor Longa-metragem de Animação

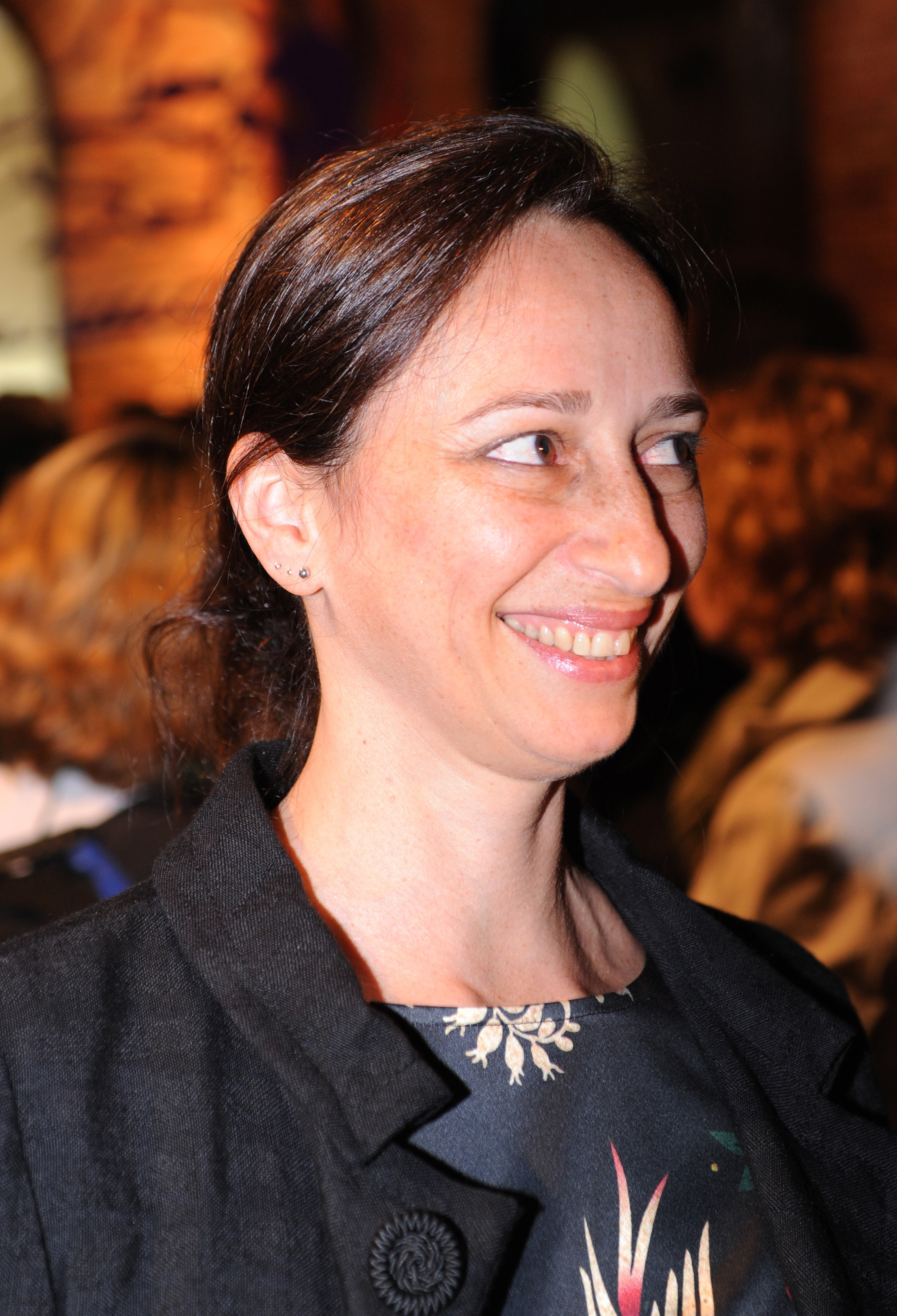
Laís Bodanzky, co-vencedora de Melhor Longa-metragem de Animação

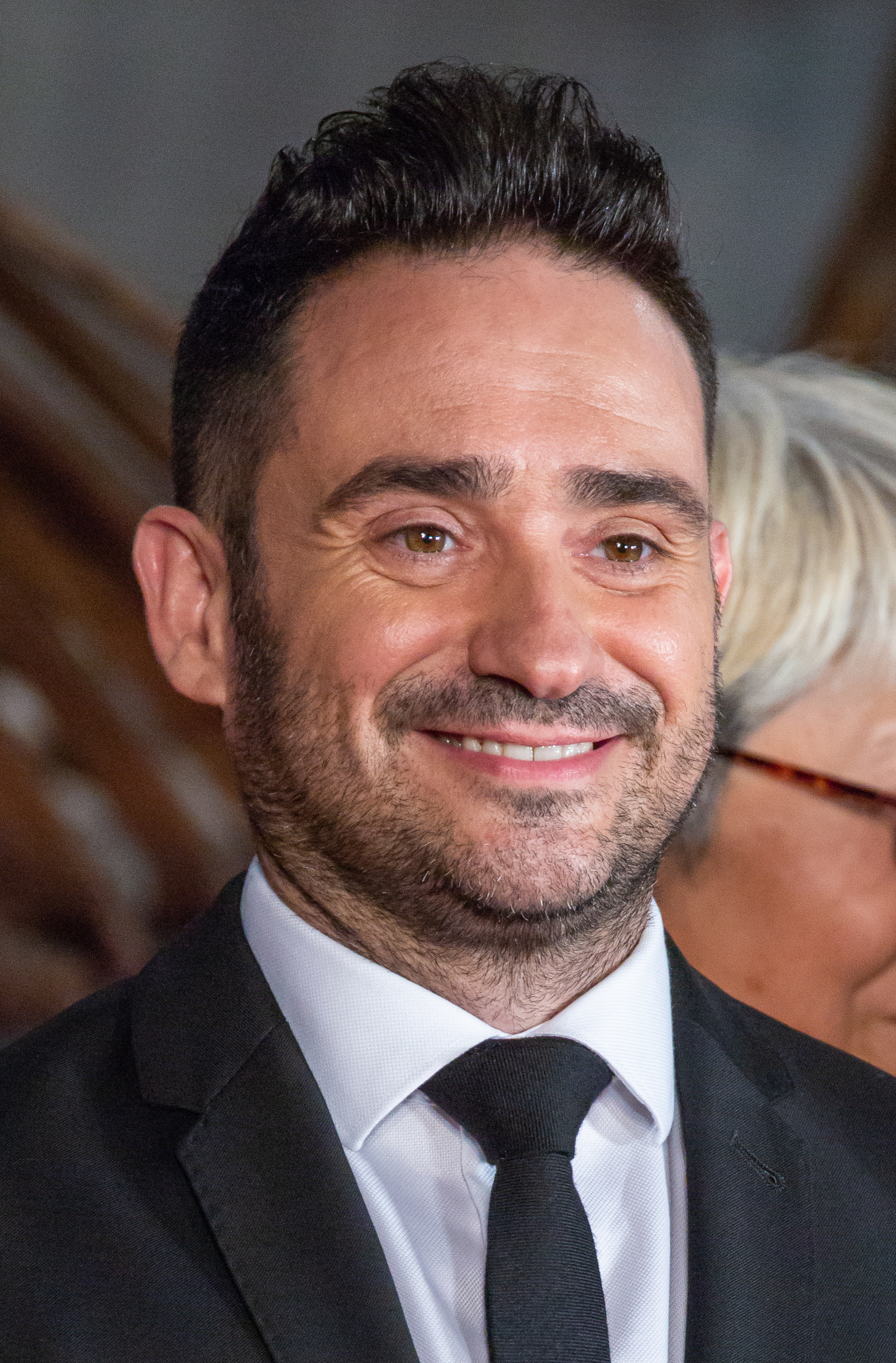
J. A. Bayona, vencedor de Melhor Longa-metragem Ibero-Americano

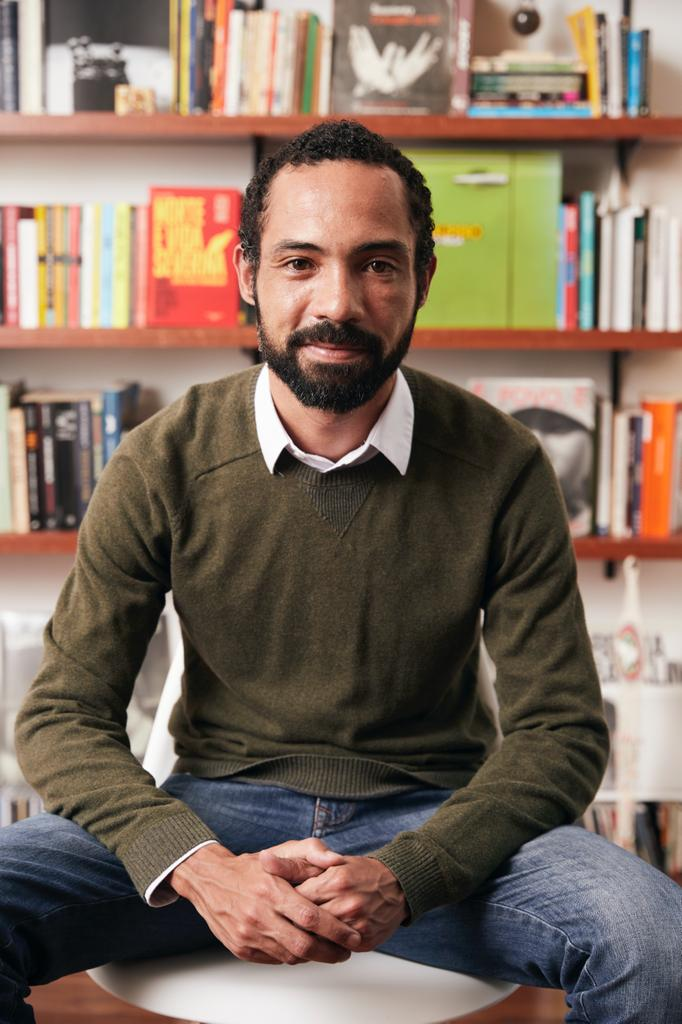
Silvio Guindane, vencedor de Melhor Primeira Direção

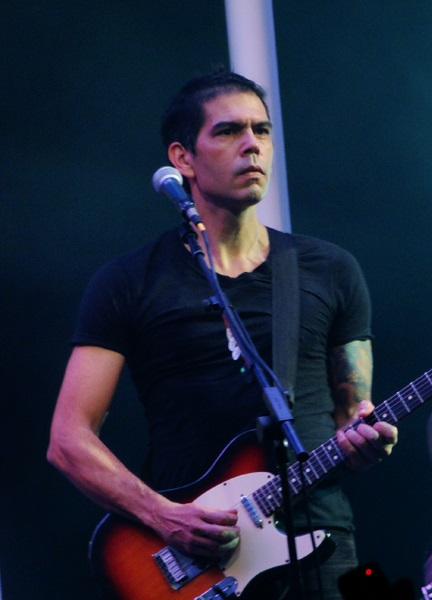
Dado Villa-Lobos, vencedor de Melhor Trilha Sonora

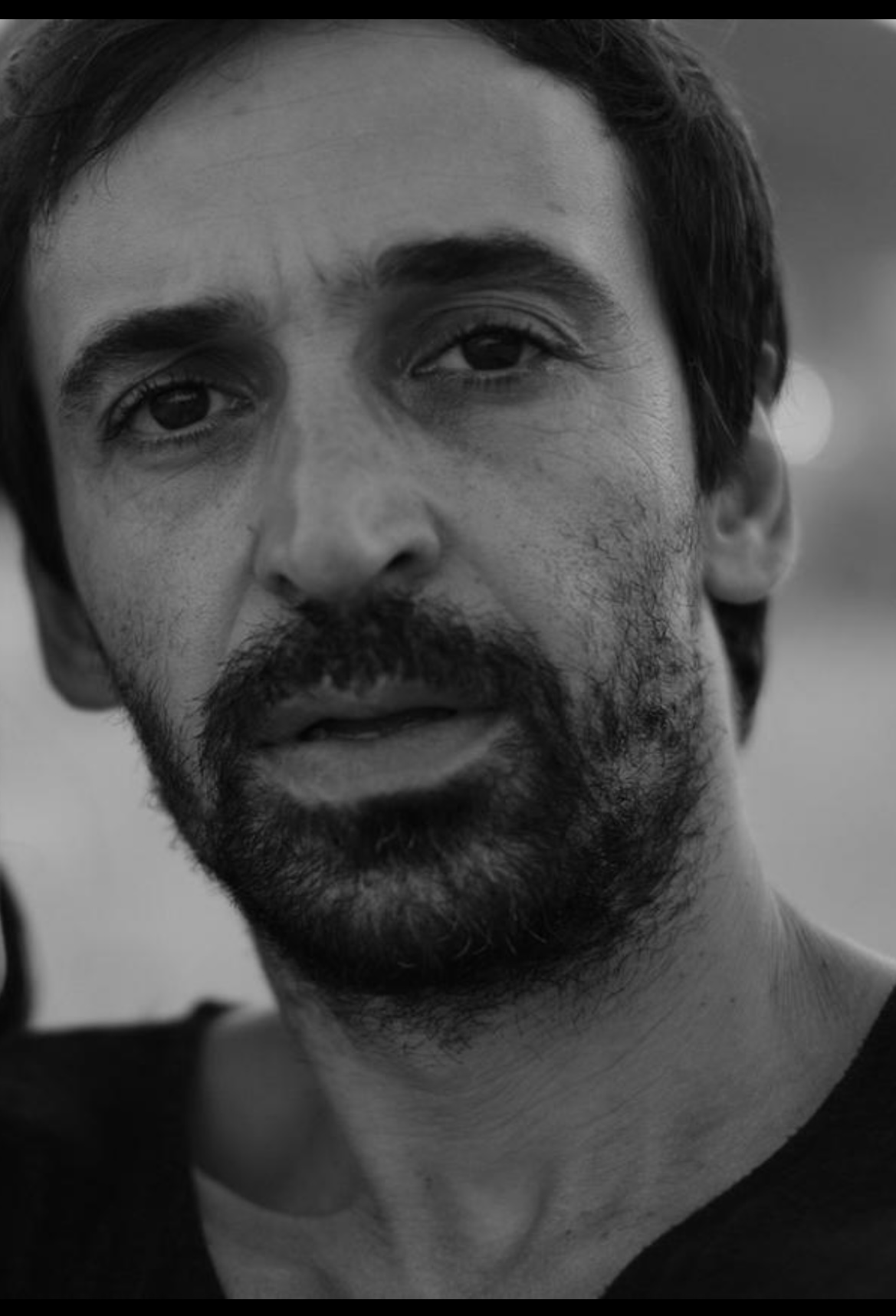
Júlio Andrade, vencedor de Melhor Ator de Série de Ficção

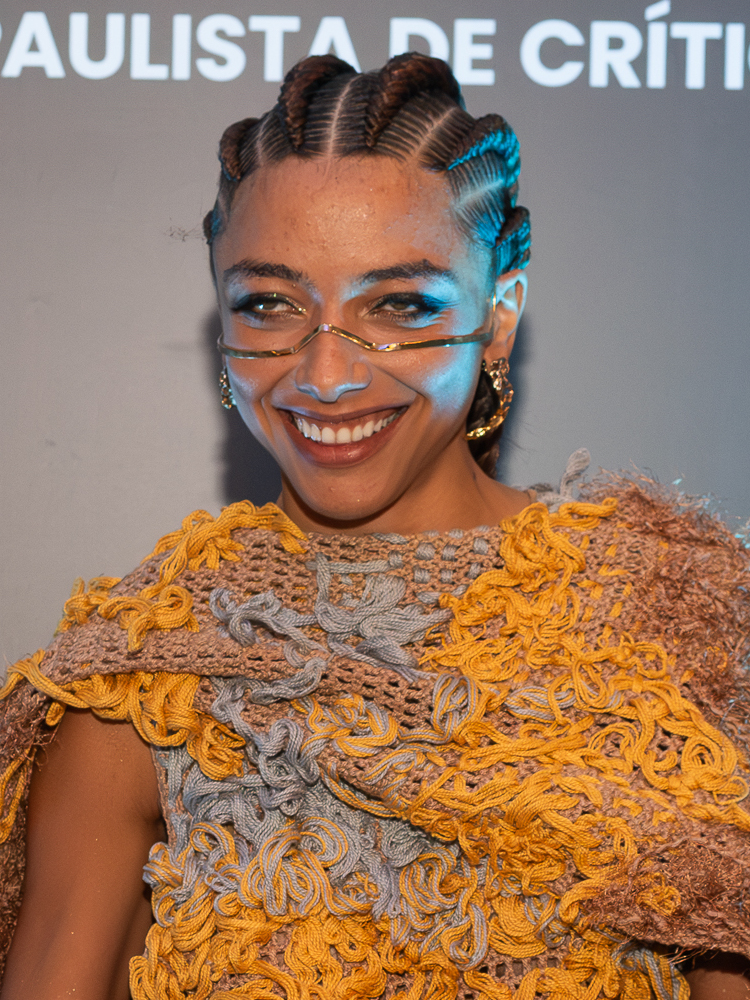
Alice Carvalho, vencedora de Melhor Atriz de Série de Ficção

| - Pedágio – Bianca Villar, Carolina Markowicz, Fernando Fraiha, Karen Castanho, Luís Urbano e Sandro Aguilar - Mussum, o Filmis – André Carreira e Roberto Santucci - Noites Alienígenas – Sérgio de Carvalho e Pedro von Krüger - Nosso Sonho – A História de Claudinho e Bochecha – Leonardo Edde e Eduardo Albergaria - O Sequestro do Voo 375 – Joana Henning e Paula Torres | - Carolina Markowicz – Pedágio - Anita Rocha da Silveira – Medusa - Kleber Mendonça Filho – Retratos Fantasmas - Marcus Baldini – O Sequestro do Voo 375 - Tomás Portella – Aumenta Que É Rock'n Roll |
| Melhor Ator | Melhor Atriz |
| - Aílton Graça – Mussum, o Filmis como Mussum - Chico Díaz – Noites Alienígenas como Alê - Johnny Massaro – Aumenta Que É Rock'n Roll como Luiz Antonio Mello - Juan Paiva – Nosso Sonho - A História de Claudinho e Buchecha como Buchecha - Paulo Miklos – Saudosa Maloca como Adoniran Barbosa                                                                                | - Vera Holtz – Tia Virgínia como Virgínia - Bárbara Paz – A Porta ao Lado como Isis - Débora Falabella – Bem-Vinda, Violeta como Ana - Drica Moraes – Pérola como Pérola - Maeve Jinkings – Pedágio como Suellen |
| Melhor Ator Coadjuvante | Melhor Atriz Coadjuvante |
| - Jorge Paz – O Sequestro do Voo 375 como Nonato - Antônio Pitanga – Tia Virgínia como Tavares - Gabriel Leone – O Rio do Desejo como Armando - George Sauma – Aumenta Que É Rock'n Roll como Samuca - Gero Camilo – Saudosa Maloca como Mato Grosso - Yuri Marçal – Mussum, o Filmis como Carlinhos                                                                             | - Arlete Salles – Tia Virgínia como Vanda - Alice Carvalho – Ângela como Lili - Aline Marta Maia – Pedágio como Telma - Cacau Protásio – Mussum, o Filmis como Malvina (fase 1) - Grace Passô – Levante como Sol |
| Melhor Roteiro Original | Melhor Roteiro Adaptado |
| - Carolina Markowicz – Pedágio - Adirley Queirós e Joana Pimenta – Mato Seco em Chamas - Anita Rocha da Silveira – Medusa - Daniel Bandeira – Propriedade - Fabio Meira – Tia Virgínia | - Lusa Silvestre e Mikael de Albuquerque – O Sequestro do Voo 375, adaptado do documentário Sequestro do Voo 375, de Constâncio Viana - Adriana Falcão, Marcelo Saback e Jô Abdu – Pérola, adaptado da peça teatral Pérola, de Mauro Rasi - Camilo Cavalcante, Rodolfo Minari e Sérgio de Carvalho – Noites Alienígenas, adaptado do livro Noites Alienígenas, de Sérgio de Carvalho - Paulo Cursino – Mussum, o Filmis, adaptado da biografia Mussum, Uma História de Humor e Samba, de Juliano Barreto - Sérgio Machado, George Walker Torres, Maria Camargo e Milton Hatoum – O Rio do Desejo, adaptado do conto O Adeus do Comandante, de Milton Hatoum |
| Melhor Longa-metragem de Comédia | Melhor Longa-metragem – Documentário |
| - Pérola – Marcello Ludwig Maia e Murilo Benício - Desapega! – Marcos Scherer e Catarina Chamon - Minha Irmã e Eu – Marcio Fraccaroli, André Fraccaroli e Veronica Stumpf - Os Farofeiros 2 – André Carreira e Roberto Santucci - Saudosa Maloca – Renata Martins Alvarez - Três Tigres Tristes – Gustavo Vinagre e Rodrigo Carneiro                                             | - Elis e Tom, Só Tinha de Ser com Você – Diogo Zecchin Pires Gonçalves e Roberto de Oliveira - Andança: Os Encontros e as Memórias de Beth Carvalho – Roberto Berliner - Belchior - Apenas Um Coração Selvagem – Camilo Cavalcanti - Nada Será Como Antes - A Música do Clube da Esquina – Ana Rieper e Suzana Amado - Retratos Fantasmas – Emilie Lesclaux, Felipe Lopes e Silvia Cruz |
| Melhor Longa-metragem de Animação | Melhor Longa-metragem Infantil |
| - Perlimps – Alê Abreu, Ernesto Soto Canny, Laís Bodanzky e Luiz Bolognesi - A Ilha dos Ilús – Ricardo de Podestá, Paulo G.C. Miranda e Thiago Camargo - Bizarros Peixes de Fossas Abissais – Marcelo Fabri Marão - Chef Jack: O Cozinheiro Aventureiro – Luiz Fernando de Alencar e Giordano Becheleni - Uma Noite Antes do Natal – Nelson Botter Jr. e Fernando Alonso         | - Turma da Mônica Jovem: Reflexos do Medo – Marcos Scherer - As Aventuras de Poliana - O Filme – Mara Lobão e Rodrigo Montenegro - Dois É Demais em Orlando – Diego Paiva, Alberto Graça e Luciana Boal Marinho - Uma Carta para Papai Noel – Aletéia Selonk - Uma Fada Veio Me Visitar – Marcos Scherer e Catarina Chamon |
| Melhor Longa-metragem Ibero-Americano | Melhor Primeira Direção |
| - La Sociedad de La Nieve ( Espanha) – J. A. Bayona - Al Otro Lado de La Niebla ( Equador) – Sebastián Cordero - El Otro Hijo ( Colômbia) – Juan Sebastián Quebrada - Los Colonos ( Chile) – Felipe Gálvez - Puan ( Argentina) – María Alché e Benjamín Naishtat | - Silvio Guindane – Mussum, o Filmis - Ana Petta e Helena Petta – Quando Falta o Ar - Lillah Halla – Levante - Nara Normande e Tião – Sem Coração - Natália Dias e Camilo Cavalcanti – Belchior - Apenas Um Coração Selvagem |
| Melhor Direção de Fotografia | Melhor Direção de Arte |
| - Adrian Teijido, ABC – O Rio do Desejo - Evgenia Alexandrova – Sem Coração - Gustavo Hadba, ABC – Bem-Vinda, Violeta - Kika Cunha, ABC – Pérola - Nonato Estrela, ABC – Mussum, o Filmis - Rhebling Junior – O Sequestro do Voo 375 | - Rafael Ronconi – O Sequestro do Voo 375 - Adrian Cooper – O Rio do Desejo - Ana Mara Abreu – Tia Virgínia - Cláudio Amaral Peixoto – Aumenta Que É Rock'n Roll - Karen Araújo – Nosso Sonho - A História de Claudinho e Buchecha |
| Melhor Figurino | Melhor Maquiagem |
| - Cassio Brasil – Mussum, o Filmis - Alex Brollo – Nosso Sonho - A História de Claudinho e Buchecha - Ana Avelar e Joana Ribas – Aumenta Que É Rock'n Roll - Bia Salgado – Pérola - Letícia Barbieri – O Sequestro do Voo 375 | - Mari Pin e Martín Macías Trujilo – Mussum, o Filmis - Marcos Freire – Tia Virgínia - Simone Batata – O Sequestro do Voo 375 - Uirandê Holanda – Aumenta Que É Rock'n Roll - Zé Lucas – Noites Alienígenas |
| Melhor Trilha Sonora | Melhor Som |
| - Dado Villa-Lobos – Aumenta Que É Rock'n Roll - Bernardo Gebara – Noites Alienígenas - Bernardo Uzeda e Anita Rocha da Silveira – Medusa - Beto Villares – O Rio do Desejo - Plínio Profeta – Nosso Sonho - A História de Claudinho e Buchecha - Plínio Profeta – O Sequestro do Voo 375                                                                                        | - Sérgio Scliar, Miriam Biderman e Ricardo Reis, ABC – O Sequestro do Voo 375 - André Bellentani, Filipe Derado e Toco Cerqueira – Pedágio - Bernardo Uzeda, Evandro Lima, ABC, e Gustavo Loureiro – Medusa - Evandro Lima, ABC, Acácia Lima, Tomás Alem, Gustavo Loureiro e Rodrigo Noronha – Mussum, o Filmis - Valéria Ferro, Renato Calaça, Simone Petrillo e Paulo Gama – Aumenta Que É Rock'n Roll |
| Melhor Montagem | Melhores Efeitos Visuais |
| - Lucas Gonzaga e Gustavo Vasconcelos – O Sequestro do Voo 375 - André Sampaio – Noites Alienígenas - André Simões – Mussum, o Filmis - Eduardo Albergaria e Waldir Xavier – Nosso Sonho - A História de Claudinho e Buchecha - João Wainer – Elis e Tom, Só Tinha de Ser com Você - Kaeen Akerman e Virgínia Flores – Tia Virgínia - Marcelo Moraes – Aumenta Que É Rock'n Roll | - Marcelo Cunha e Joaquim Moreno – O Sequestro do Voo 375 - José Francisco Neto, ABC – Mussum, o Filmis - Marcelo Siqueira, ABC e Alexandre Cruz, V.E.S. – Turma da Mônica Jovem: Reflexos do Medo - Marcelo Siqueira, ABC – Aumenta Que É Rock'n Roll - Marcelo Siqueira, ABC – Mamonas Assassinas - O Filme |
| Melhor Curta-metragem de Ficção | Melhor Curta-metragem – Documentário |
| - A Menina e o Mar – Gabriel Mellin - Os Animais Mais Fofos e Engraçados do Mundo – Renato Sircilli - Quinze Quase Dezesseis – Thais Fujinaga - Se Precisar de Algo – Mariana Cobra - Yamî Yah-Pá \| Fim da Noite – Vladimir Seixas | - Thuë Pihi Kuuwi - Uma Mulher Pensando – Aida Harika Yanomami, Edmar Tokorino Yanomami e Roseane Yariana Yanomami - As Marias – Dannon Lacerda - Cama Vazia – Fábio Rogério e Jean-Claude Bernardet - Eu, Negra – Juh Almeida - Macaléia – Rejane Zilles |
| Melhor Curta-metragem de Animação | Melhor Série de Animação |
| - Mulher Vestida de Sol – Patrícia Moreira - Era Uma Noite de São João – Bruna Velden - Jussara – Camila Ribeiro - Lapso – Mônica Moura - Quintal – Mariana Netto | - Esquadrão Mar Azul – TV Rá-Tim-Bum - O Hotel Silvestre de Ana Flor – Discovery Kids / Max - Tronik – TV Rá-Tim-Bum - Zoopedia – EBC / TV Brasil |
| Melhor Série – Documentário | Melhor Série de Ficção |
| - O Caso Escola Base – Canal Brasil - Diretores de Arte – Curta! - Línguas da Nossa Língua – Max - Massacre na Escola - A Tragédia das Meninas de Realengo – Max - Viajando com os Gil – Prime Video | - Cangaço Novo – Prime Video - A Vida pela Frente – Globoplay - Betinho - No Fio da Navalha – Globoplay - Dom – Prime Video - Fim – Globoplay |
| Melhor Ator de Série de Ficção | Melhor Atriz de Série de Ficção |
| - Júlio Andrade – Betinho - No Fio da Navalha como Betinho - Allan Souza Lima – Cangaço Novo como Ubaldo - Bruno Mazzeo – Fim como Silvio - Fabio Assunção – Fim como Ciro - Gabriel Leone – Dom como Pedro - Marco Nanini – João Sem Deus - A Queda de Abadiânia como João de Deus                                                                                              | - Alice Carvalho – Cangaço Novo como Dinorah - Alessandra Negrini – Cidade Invisível como Inês - Bianca Comparato – João Sem Deus - A Queda de Abadiânia como Carmem - Marjorie Estiano – Fim como Ruth - Thainá Duarte – Cangaço Novo como Dilvania |

### Produções com mais indicações e prêmios
| Indicações | Filme                                            |
| ---------- | ------------------------------------------------ |
| 12         | Mussum, o Filmis                                 |
| 12         | O Sequestro do Voo 375                           |
| 10         | Aumenta Que É Rock'n Roll                        |
| 7          | Tia Virgínia                                     |
| 6          | Noites Alienígenas                               |
| 6          | Nosso Sonho - A História de Claudinho e Buchecha |
| 6          | Pedágio                                          |
| 5          | O Rio do Desejo                                  |
| 4          | Cangaço Novo                                     |
| 4          | Fim                                              |
| 4          | Medusa                                           |
| 3          | Saudosa Maloca                                   |
| 2          | Belchior - Apenas Um Coração Selvagem            |
| 2          | Bem-Vinda, Violeta                               |
| 2          | Betinho - No Fio da Navalha                      |
| 2          | Dom                                              |
| 2          | Elis e Tom, Só Tinha de Ser com Você             |
| 2          | João Sem Deus - A Queda de Abadiânia             |
| 2          | Levante                                          |
| 2          | Retratos Fantasmas                               |
| 2          | Sem Coração                                      |
| 2          | Turma da Mônica Jovem: Reflexos do Medo          |

| Prêmios | Filme                  |
| ------- | ---------------------- |
| 6       | O Sequestro do Voo 375 |
| 4       | Mussum, o Filmis       |
| 3       | Pedágio                |
| 2       | Cangaço Novo           |
| 2       | Tia Virgínia           |